# Forza non gravitazionale
In astronomia esistono vari tipi di forze non gravitazionali che agiscono sui corpi minori del Sistema solare: per i meteoroidi e gli asteroidi si tratta di forze originate dall'esterno dell'oggetto, derivanti essenzialmente dalla pressione di radiazione solare e dal vento solare e dalla riemissione, spostata verso il rosso, delle radiazioni solari assorbite; per le comete anche dall'emissione di gas e polveri dal nucleo cometario che generano un effetto razzo:
- Sui piccoli asteroidi agiscono gli effetti Yarkovsky e YORP.
- Sui meteoroidi agisce essenzialmente l'effetto Poynting-Robertson oltre ad altri effetti secondari[1].
- Sulle comete, oltre agli effetti Yarkovsky e YORP, agisce anche una forza dovuta all'emissione di gas e polveri. Poiché l'emissione non è mai totalmente sferica, omogenea, alla stessa velocità e costante, si ha che in determinate direzioni, senza alcuna preferenza particolare, viene emessa più massa; l'emissione di questa massa è associata ad energia cinetica che viene presa a spese di quella del nucleo cometario, determinando uno spostamento del nucleo cometario in direzione opposta rispetto alla massa espulsa. Questo spostamento è proporzionale al rapporto massa espulsa/nucleo cometario; queste emissioni di materia, sebbene di entità minima, si estendono nel tempo per mesi e anni, dando origine a un apprezzabile effetto che alla lunga determina alterazioni anche notevoli dell'orbita della cometa rispetto all'orbita calcolata solo con la forza di gravità del Sole e le perturbazioni gravitazionali provocate dai pianeti.

Per le comete periodiche, a seconda del senso di rotazione del nucleo cometario rispetto a quello di rivoluzione attorno al Sole, il periodo di rivoluzione può accorciarsi o allungarsi.